# The Who Sell Out
The Who Sell Out album phòng thu thứ ba của ban nhạc rock The Who, được phát hành vào ngày 15 tháng 12 năm 1967 bởi Track Records.

## Danh sách ca khúc
| Mặt A            | Mặt A                                                           | Mặt A            | Mặt A                         | Mặt A      |
| STT              | Nhan đề                                                         | Sáng tác         | Giọng hát chính               | Thời lượng |
| ---------------- | --------------------------------------------------------------- | ---------------- | ----------------------------- | ---------- |
| 1.               | "Armenia City in the Sky"                                       | Speedy Keen      | Daltrey and Keen              | 3:48       |
| 2.               | "Heinz Baked Beans"                                             | John Entwistle   | Moon, Entwistle and Townshend | 1:00       |
| 3.               | "Mary Anne with the Shaky Hand"                                 |                  | Daltrey and Townshend         | 2:28       |
| 4.               | "Odorono"                                                       |                  | Townshend                     | 2:34       |
| 5.               | "Tattoo"                                                        |                  | Daltrey, with Townshend       | 2:51       |
| 6.               | "Our Love Was" (retitled "Our Love Was, Is" on original US LPs) |                  | Townshend                     | 3:23       |
| 7.               | "I Can See for Miles"                                           |                  | Daltrey                       | 4:05       |
| Tổng thời lượng: | Tổng thời lượng:                                                | Tổng thời lượng: | Tổng thời lượng:              | 20:09      |

| Mặt B | Mặt B                                                                | Mặt B     | Mặt B                 | Mặt B      |
| STT   | Nhan đề                                                              | Sáng tác  | Giọng hát chính       | Thời lượng |
| ----- | -------------------------------------------------------------------- | --------- | --------------------- | ---------- |
| 1.    | "Can't Reach You" (retitled "I Can't Reach You" on various reissues) |           | Townshend             | 3:03       |
| 2.    | "Medac" (retitled "Spotted Henry" on original US LPs)                | Entwistle | Entwistle             | 0:57       |
| 3.    | "Relax"                                                              |           | Daltrey and Townshend | 2:41       |
| 4.    | "Silas Stingy"                                                       | Entwistle | Entwistle and Daltrey | 3:07       |
| 5.    | "Sunrise"                                                            |           | Townshend             | 3:06       |
| 6.    | "Rael (1 and 2)"                                                     |           | Daltrey               | 5:44       |